# Forum 18
Le Forum 18 est une organisation norvégienne qui cherche à établir la liberté religieuse pour tous sur la base de l'article 18 de la Déclaration universelle des droits de l'homme. Les points de cet article sont récapitulés par Forum 18 comme ci-après :
- Le droit de croire, adorer et témoigner.
- Le droit de changer sa croyance ou religion.
- Le droit de se retrouver ensemble et d'exprimer sa conviction.

Le Service d'information du Forum 18 (Forum 18 News Service), établi par Forum 18, est une initiative d’échanges de correspondance pour rendre compte des menaces et des actions contre la liberté religieuse de toutes les personnes, quelle que soit leur affiliation religieuse, de façon objective, véridique et opportune.
Le Service d'Information se concentre principalement sur les États de l'ancienne Union Soviétique, d’Asie centrale et d'Europe de l'Est, mais il a également publié des rapports sur le Kosovo, la Serbie, la Turquie, la Birmanie, la Chine (y compris Xinjiang), le Laos, la Mongolie, la Corée du Nord, et le Vietnam.
Le Service d'Information paraît en deux éditions : un résumé hebdomadaire de nouvelles chaque vendredi ; et une édition presque quotidienne rédigée les jours de la semaine. Tout le monde peut souscrire à l'une ou l'autre édition, gratuitement, par l'intermédiaire du site internet https://www.forum18.org, dans lequel il y a des archives téléchargeables, des rapports, y compris des enquêtes religieuses sur la liberté des pays et des régions, des commentaires et des publications sur la liberté religieuse.